# Бунак (народ)
Бунак, познатији и као Буна или Бунаке, народ је који претежно живи у планинским подручјима централног дела острва Тимор, политички подељеног између Индонезије и Источног Тимора. Већински су народ у општини Кова Лима, која се налази у југозападном делу Источног Тимора (око 90% становништва). Говорници су језика бунак, који је један од неколико језика који не припадају аустронезијској језичкој породици, већ су чланови папуанске породице језика. Окружени су групама које говоре малајо-полинежанским језицима, као што су Тетумци (300.000) и Атони (80.000). Бунака има укупно око 80.000, од тога 55.839 у Источном Тимору и 23.000 у Индонезији (Западни Тимор). Већином су римокатоличке вероисповести, али су и дан данас сачувана традиционална веровања.
Према научницима, Бунаци представљају потомке папуанских племена која су избегла на подручје острва Тимор средином 1. миленијума нове ере.

## Галерија
- Језици којим говоре људи на Источном Тимору
- Говорници језика бунак (изражени у процентима)
- Мапа тиморових језика